# ジェンブラナ病
ジェンブラナ病（ジェンブラナびょう、英:Jembrana disease）とはウシ、特にBos javanicusを宿主とするジェンブラナ病ウイルスを原因とする感染症。ジェンブラナ病ウイルスはレトロウイルス科レンチウイルス属に属するRNAウイルス。発熱、食欲不振などが見られ、リンパ節や脾臓が腫大する。回復後は長期間に渡りウイルス血症を呈する。ワクチンは実用化されていない。